# Hamma cinnameus
Hamma cinnameus är en insektsart som beskrevs av Boulard 1969. Hamma cinnameus ingår i släktet Hamma och familjen hornstritar. Inga underarter finns listade i Catalogue of Life.